# Temporada 1989-90 de los Charlotte Hornets
La temporada 1989-90 fue la segunda de los Charlotte Hornets en la NBA. La temporada regular acabó con 19 victorias y 63 derrotas, ocupando el decimocuarto y último puesto de la conferencia Oeste, a la que fue enviada la franquicia tras su primera temporada, no logrando clasificarse para los playoffs.

## Elecciones en elDraft
| Ronda | Puesto | Jugador   | Posición  | Nacionalidad   | Universidad    |
| ----- | ------ | --------- | --------- | -------------- | -------------- |
| 1     | 5      | J.R. Reid | Ala-Pívot | Estados Unidos | North Carolina |
| 2     | 29     | Dyron Nix | Alero     | Estados Unidos | Tennessee      |

## Temporada regular
| División Medio Oeste   | División Medio Oeste | División Medio Oeste | División Medio Oeste | División Medio Oeste | División Medio Oeste | División Medio Oeste | División Medio Oeste | División Medio Oeste |
| Equipo                 | G                    | P                    | %                    | PD                   | Casa                 | Fuera                | Div                  |                      |
| ---------------------- | -------------------- | -------------------- | -------------------- | -------------------- | -------------------- | -------------------- | -------------------- | -------------------- |
| y-San Antonio Spurs    | 56                   | 26                   | .683                 | –                    | 34–7                 | 22–19                | 19–9                 |                      |
| x-Utah Jazz            | 55                   | 27                   | .671                 | 1                    | 36–5                 | 19–22                | 21–7                 |                      |
| x-Dallas Mavericks     | 47                   | 35                   | .573                 | 9                    | 30–11                | 17–24                | 17–11                |                      |
| x-Denver Nuggets       | 43                   | 39                   | .524                 | 13                   | 28–13                | 15–26                | 15–13                |                      |
| x-Houston Rockets      | 41                   | 41                   | .500                 | 15                   | 31–10                | 10–31                | 13–15                |                      |
| Minnesota Timberwolves | 22                   | 60                   | .268                 | 34                   | 17–24                | 5–36                 | 6–22                 |                      |
| Charlotte Hornets      | 19                   | 63                   | .232                 | 37                   | 13–28                | 6–35                 | 7–21                 |                      |

## Estadísticas
| Rk | Jugador          | Edad | P  | PT | MP   | TC  | TCI  | %TC  | T3  | T3I | %T3   | TL  | TLI | %TL   | RO  | RD  | RT  | AS   | RB  | TAP | BP  | FP  | PTS  |
| -- | ---------------- | ---- | -- | -- | ---- | --- | ---- | ---- | --- | --- | ----- | --- | --- | ----- | --- | --- | --- | ---- | --- | --- | --- | --- | ---- |
| 1  | Armen Gilliam    | 25   | 60 | 59 | 36.0 | 7.2 | 13.7 | .527 | 0.0 | 0.0 | .000  | 4.4 | 6.1 | .727  | 3.1 | 5.7 | 8.8 | 1.5  | 1.1 | 0.8 | 2.8 | 3.1 | 18.8 |
| 2  | Muggsy Bogues    | 25   | 81 | 65 | 33.9 | 4.0 | 8.2  | .491 | 0.1 | 0.3 | .192  | 1.3 | 1.7 | .791  | 0.6 | 2.0 | 2.6 | 10.7 | 2.0 | 0.0 | 1.8 | 2.1 | 9.4  |
| 3  | J.R. Reid        | 21   | 82 | 82 | 33.6 | 4.4 | 9.9  | .440 | 0.0 | 0.1 | .000  | 2.3 | 3.5 | .664  | 2.4 | 6.0 | 8.4 | 1.2  | 1.1 | 0.7 | 2.1 | 3.6 | 11.1 |
| 4  | Rex Chapman      | 22   | 54 | 52 | 32.6 | 7.0 | 17.1 | .408 | 0.9 | 2.6 | .331  | 2.7 | 3.6 | .750  | 1.0 | 2.4 | 3.3 | 2.4  | 0.9 | 0.1 | 1.9 | 2.1 | 17.5 |
| 5  | Kelly Tripucka   | 30   | 79 | 73 | 30.4 | 5.6 | 13.0 | .430 | 0.5 | 1.3 | .365  | 3.9 | 4.4 | .883  | 1.0 | 3.0 | 4.1 | 2.8  | 0.9 | 0.2 | 2.2 | 2.8 | 15.6 |
| 6  | Kurt Rambis      | 31   | 16 | 16 | 28.0 | 3.6 | 7.3  | .500 | 0.0 | 0.1 | .000  | 1.9 | 3.4 | .545  | 3.0 | 4.5 | 7.5 | 1.8  | 2.0 | 0.6 | 1.8 | 2.8 | 9.1  |
| 7  | Dell Curry       | 25   | 67 | 13 | 27.8 | 6.9 | 14.8 | .466 | 0.8 | 2.2 | .354  | 1.4 | 1.6 | .923  | 0.5 | 2.0 | 2.5 | 2.4  | 1.5 | 0.4 | 1.5 | 2.2 | 16.0 |
| 8  | Randolph Keys    | 23   | 32 | 5  | 22.6 | 4.4 | 10.0 | .445 | 0.4 | 1.0 | .364  | 1.3 | 1.8 | .690  | 1.5 | 2.1 | 3.6 | 1.5  | 0.9 | 0.2 | 1.2 | 3.3 | 10.5 |
| 9  | Robert Reid      | 34   | 60 | 27 | 18.6 | 2.7 | 6.9  | .391 | 0.2 | 0.5 | .310  | 0.8 | 1.3 | .641  | 0.6 | 1.8 | 2.4 | 1.4  | 0.6 | 0.2 | 0.7 | 2.3 | 6.4  |
| 10 | Kenny Gattison   | 25   | 63 | 2  | 14.9 | 2.3 | 4.3  | .550 | 0.0 | 0.0 | 1.000 | 1.2 | 1.7 | .682  | 1.2 | 1.9 | 3.1 | 0.6  | 0.6 | 0.5 | 1.1 | 2.4 | 5.9  |
| 11 | Jerry Sichting   | 33   | 34 | 8  | 13.8 | 1.5 | 3.5  | .420 | 0.1 | 0.4 | .250  | 0.4 | 0.5 | .833  | 0.1 | 0.5 | 0.6 | 2.7  | 0.5 | 0.1 | 0.6 | 1.1 | 3.5  |
| 12 | Micheal Williams | 23   | 22 | 1  | 13.8 | 2.6 | 5.0  | .532 | 0.0 | 0.1 | .000  | 1.6 | 2.0 | .795  | 0.5 | 0.9 | 1.4 | 3.5  | 1.0 | 0.0 | 1.3 | 1.8 | 6.9  |
| 13 | Dave Hoppen      | 25   | 10 | 2  | 13.5 | 1.6 | 4.1  | .390 | 0.0 | 0.0 |       | 0.8 | 1.0 | .800  | 1.9 | 1.7 | 3.6 | 0.6  | 0.2 | 0.1 | 0.8 | 2.6 | 4.0  |
| 14 | Brian Rowsom     | 24   | 44 | 2  | 12.7 | 1.8 | 4.1  | .436 | 0.0 | 0.0 | .500  | 1.5 | 1.9 | .819  | 1.0 | 2.0 | 3.0 | 0.5  | 0.4 | 0.3 | 0.6 | 1.3 | 5.1  |
| 15 | Stuart Gray      | 26   | 39 | 1  | 11.9 | 1.0 | 2.1  | .463 | 0.0 | 0.1 | .000  | 0.6 | 1.0 | .641  | 1.0 | 2.4 | 3.4 | 0.4  | 0.3 | 0.6 | 0.5 | 1.6 | 2.6  |
| 16 | Richard Anderson | 29   | 54 | 2  | 11.2 | 1.6 | 3.9  | .417 | 0.7 | 1.9 | .370  | 0.3 | 0.4 | .783  | 0.6 | 1.7 | 2.4 | 1.0  | 0.4 | 0.2 | 0.5 | 1.2 | 4.3  |
| 17 | Andre Turner     | 25   | 8  | 0  | 10.5 | 1.1 | 3.1  | .360 | 0.0 | 0.1 | .000  | 0.5 | 0.5 | 1.000 | 0.1 | 0.3 | 0.4 | 2.5  | 0.9 | 0.0 | 1.0 | 0.6 | 2.8  |
| 18 | Terry Dozier     | 23   | 9  | 0  | 10.2 | 1.0 | 3.0  | .333 | 0.0 | 0.1 | .000  | 0.4 | 0.9 | .500  | 0.8 | 0.9 | 1.7 | 0.3  | 0.7 | 0.2 | 0.8 | 1.1 | 2.4  |
| 19 | Michael Holton   | 28   | 16 | 0  | 6.8  | 0.9 | 1.6  | .538 | 0.0 | 0.0 |       | 0.1 | 0.1 | .500  | 0.1 | 0.1 | 0.1 | 1.0  | 0.1 | 0.0 | 0.8 | 1.2 | 1.8  |
| 20 | Ralph Lewis      | 26   | 3  | 0  | 6.7  | 1.3 | 2.0  | .667 | 0.0 | 0.0 |       | 0.7 | 0.7 | 1.000 | 1.3 | 0.7 | 2.0 | 0.0  | 0.3 | 0.0 | 0.3 | 0.7 | 3.3  |

## Galardones y récords
| Jugador    | Galardón                                |
| J. R. Reid | 2.º Mejor quinteto de rookies de la NBA |